# Wola Pniewska
Wola Pniewska – wieś sołecka  w Polsce położona w województwie mazowieckim, w powiecie grójeckim, w gminie Pniewy.
W latach 1975–1998 miejscowość administracyjnie należała do województwa radomskiego.